# Jacinto de Compostela
El jacinto de Compostela es una variedad de cuarzo autigénico que se caracteriza por su color rojo, o naranja-rojo, debido a inclusiones de materiales arcillosos de color rojo.

## Etimología
Recibe el nombre de Jacinto de Compostela porque al parecer era portada por los peregrinos que realizaban el camino de Santiago.
La denominación  de "cuarzo hematoide" con la que  se conoce a distintos tipos de cuarzo cristalizado de color rojo es de origen clásico: hemato-, proviene del griego antiguo αι̃μα, αι̃ματος (aïma, aïmatos) «sangre» y -oïde, del griego antiguo -ειδής de ει̃δος (eïdos) «forma, aspecto».

## Características
- El Jacinto de Compostela está asociado a la geología característica de la facies Keuper del Trias: margas, yesos y aragonitos. También puede encontrarse ocasionalmente en terrenos más modernos, formados por la meteorización de los anteriores.
- Aparece en cristales individuales de  hasta 4 centímetros, aunque generalmente son de tamaño reducido, o en agregados de cristales divergentes, en forma de "piñas"

## Sinonimia
- Cristal de roca de un rojo más o menos oscurecido. (Jean-Baptiste Romé del Isle)
- Crystallus colorata flavè rubens,( Wallerius  1778)[3]
- Ferruginous Quartz (terminología anglosajona)
- Jacinto de Compostela
- Hyacinthus Occidentalis
- Cuarzo cristalizado de un rojo de cornalina, (Ignaz von Born  1790)[4]
- Cuarzo hyalino hematoide  (René Just Haüy 1801)[5]
- Sinople; la palabra viene de la ciudad turca de Sinope, puerto de Paflagonia, cuya tierra era de color rojo (ver Sinope).[6]

## Yacimientos remarcables
- España[7]
  - Salines de Manuel, Valencia, Comunidad Valenciana
  - Río Gallo, Molina de Aragón, Guadalajara, Castilla-La Mancha
  - Río Bolbaite, Chella, Valencia, Comunidad Valenciana
  - Cova del Chato, Chella, Valencia, Comunidad Valenciana
  - Salinas de Jaraguas, Valencia
  - La Pinada, Montroy, Valencia, Comunidad Valenciana
  - El Coscojar, Alpeñés, Teruel, Aragón.

- Francia
  - Bastennes, Amou, Landas, Francia

- USA
  - Acme area, Chaves co, New Mexico Klecany[8]

## Galería

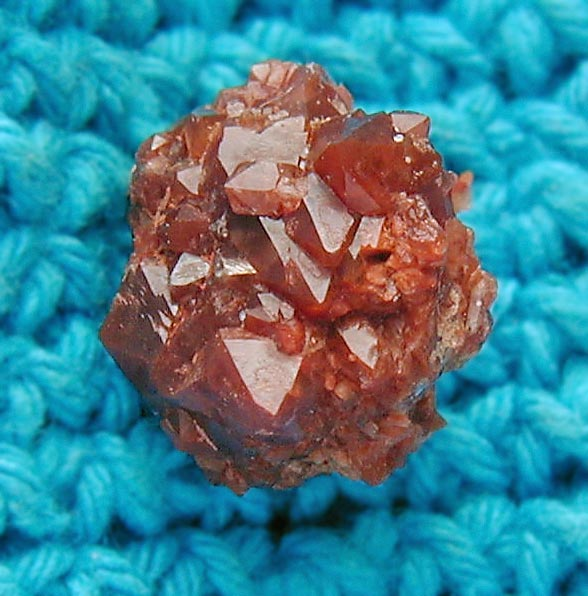
Jacinto de Compostela, Guadalajara (España)
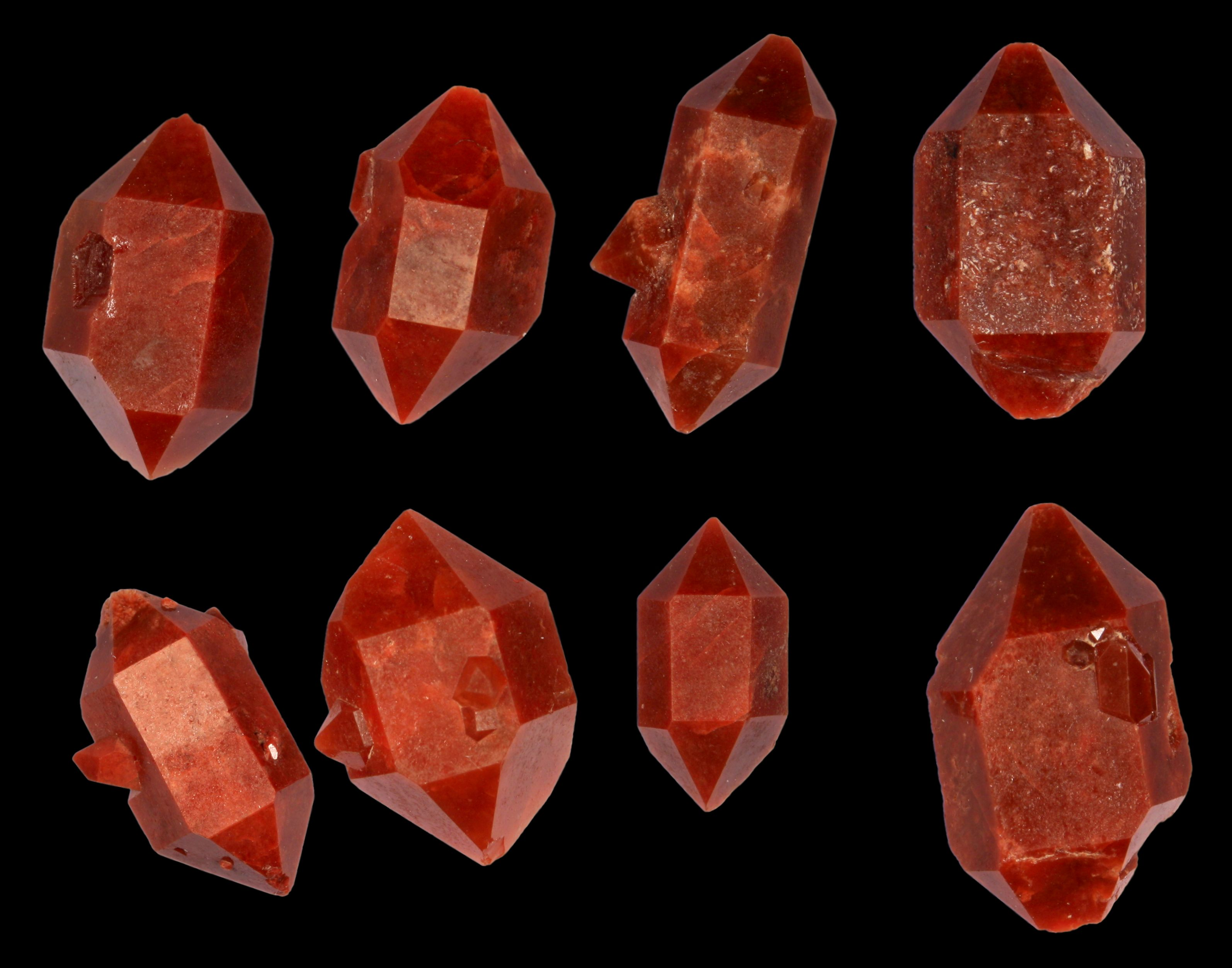
Cristales de Jacinto de Compostela (España)